# Paličatý švec
Paličatý švec je opera českého skladatele Jana Evangelisty Zelinky z roku 1940. Její libreto napsal spisovatel Josef Kopta na základě své divadelní hry Nejkrásnější boty na světě z roku 1927. Premiéra se konala 28. března 1944 v pražském Národním divadle. Jedná se o první závažné dílo, ve kterém se Zelinka, obrátil k lidovému námětu i lidové hudbě jako inspiraci, podobně jako jiní skladatelé v dobách okupace (např. Rudolf Karel, Otakar Jeremiáš). V Paličatém ševci využil mimo jiné staré ševcovské písně. Hudba je přístupná a tonální, kombinovaná s prvky melodramatu. Námětem je "každodenní heroismus nejprostších lidí", na Zelinkovy zkušenosti s divadlem, rozhlasem i filmem poukazuje rychlý spád děje, humorné scény a výstižná zkratkovitá charakterizace postav.

## Osoby a první obsazení
| osoba | hlasový obor | premiéra (28.3.1944) |
| --- | ------------ | -------------------- |
| Václav Šesták, mistr obuvnický                                                                                   | baryton      | Zdeněk Otava         |
| Aninka, jeho žena                                                                                                | alt          | Marie Řezníčková     |
| Pěnička, exekutor, přítel Šestákův                                                                               | mluvená role | Josef Vojta          |
| Vébr, prokurista velkofirmy Skýva                                                                                | mluvená role | Pavel Kurc           |
| Pan domácí | bas          | Vladimír Jedenáctík  |
| Ševcovský tovaryš, vandrák                                                                                       | tenor        | Karel Hruška         |
| Malíř | bas          | Karel Kalaš          |
| Chlapec | soprán       | Jaroslava Černá      |
| Švihák | tenor        | Jaroslav Rohan       |
| Pan rada | bas          | Jan Konstantin       |
| Bílý pán | mluvená role | Luboš Pistorius      |
| Služka | soprán       | Miloslava Fidlerová  |
| První pán | tenor        | Jaroslav Skácel      |
| Druhý pán | bas          | Jaroslav Veverka     |
| Lidová zpěvačka                                                                                                  | mezzosoprán  | Ludmila Hanzalíková  |
| Karas, loďkař a kantinský                                                                                        | mluvená role | Jiří Steimar         |
| Venkovští šumaři, městské obecenstvo, muži a ženy z lidu                                                         |              |                      |
| Král | tanečník     | Karel Pirník         |
| Králová | tanečnice    | Františka Vandasová  |
| Její komorná | tanečnice    | Vlasta Podrabská     |
| Tělesný myslivec, čtyři ponocní, velitel stráže (šerif), kuchař, hlasatel, tři pážata (heroldi) atd. v pantomimě |              |                      |
| Dirigent: Zdeněk Chalabala, režisér: Ferdinand Pujman, scéna: František Tröster, choreografie: Joe Jenčík        |              |                      |

## Děj opery

### 1. díl
(Předehra) Jsme na pražském předměstí, na nábřeží Vltavy. Aninku Šestákovou právě zachránil kantinský Karas před sebevraždou. Její manžel, obuvnický mist Václav Šesták, totiž zásadně odmítá strojní výrobu bot a tovární konkurence (zejména velkofirma Skývy na strojní výrobu obuvi) jej přivedla na mizinu a k exekuci. K řece přicházejí i samotný švec a jeho přítel, exekutor Pěnička. Šesták sám finguje pokus o sebevraždu, aby Aninku z její nálady vyléčil, a pak se jí nechá snadno přesvědčit k životu. Nejvíce jej od sebevraždy zrazuje pan Vébr, prokurista firmy Skýva, který přišel na nábřeží, aby se se svou snoubenkou projel na loďce. Vébr se ševce snaží získat na místo dílovedoucího v továrně, ale mistr Šesták se nenechá zviklat a opěvuje krásu ručně šitých bot. Odvádí Aninku domů a Vébrovi prorokuje, že si u něj prokurista ještě bude objednávat svatební střevíčky pro svou nevěstu
(1. dějství) V suterénním pokoji se Šesták živí správkami, stále však sní o tom, že ještě vyrobí jeden dokonalý, mistrovský pár bot. Nemá však ani peníze na materiál a pan domácí mu ani nedovolí dát na zeď vývěsní štít, protože ševcovská dílna není k cti domu. Mistr Šesták sleduje oknem boty kolemjdoucích a obkresluje si nejhezčí vzory. Jeho zákazníci jsou sice barvití, bohémský malíř mu dokonce zaplatí za starší boty obrazem, ale nové boty si nikdo neobjednává. Aninka sází loterii a doufá ve výhru. Ta se skutečně dostaví; dvě stě korun sice je daleko za jejími nadějemi, mistru Šestákovi to však stačí právě na kvalitní materiál pro jeho vytoužený ideální pár bot. Zatímco Šesták běží nakoupit, svádí exekutor Pěnička Aninku, ale láska i víra v manželovy schopnosti ji uchrání před dobrodružstvím. Mistra navštěvuje i ševcovský tovaryš, lehkomyslnější a měkčí povahy, ale stejně oddaný poctivému řemeslu. Obuvnický mistr se vrací s dobrou kůží a ihned se vrhá do práce.

### 2. díl
(Mezihra — pantomima) Mistr Šesták byl po šest dní ponořen do svého díla a sedmý den si únavou zdříml. Zdá se mu o říši, kde nikdo nemá boty — i král, královna a jejich zbrojnoši chodí bosi. Jejich Veličenstvím jsou předváděny boty všech barev a tvarů z různých dob a zemí, ale král všechny odmítá. Pak ale hlasatel uvádí Šestáka s Aninkou přinášející nejkrásnější boty na světě. Švec poděluje přítomné a všichni jsou nadšeni. Nejnádhernější boty předává králi, ale běda, v krabici je jen jeden střevíc a druhý není k nalezení. Přes Aninčiny nářky odsoudí král ševce ke smrti. Katova sekyra dopadne na mistrův krk, spící Šesták upustí dokončenou botu a její bouchnutí o zem jej vzbudí. Jeho dílo je hotovo.
(2. dějství) Pln hrdosti vystaví obuvnický mistr boty do okna s malířovým obrazem v pozadí. Lidé však zdá se jeho mistrovské dílo nedoceňují. Domácímu pánovi se zamlouvá obraz a odkoupí jej za pěkné peníze, aniž by se o boty zajímal. Jiní zákazníci, jako pan rada, by chtěli boty koupit, aniž by si byli vědomi, jak jsou vzácné, a ještě se jim zdají příliš laciné nebo prodávající nedosti úslužný. Rozhořčený švec nabídky zákazníků k jejich překvapení odmítá. Hodlá raději boty uklidit do almary. Vchází Bílý pán, Čechoameričan zbohatlý na tovární výrobě bot, a ten konečně na první pohled poznává mistrovskou práci. Ale i jeho návrh — aby se Šesták stal vedoucím dílny pro luxusní ruční výrobu originální obuvi — ševcovský mistr odmítá.
V rozpacích navštěvuje Šestákovu dílnu prokurista Vébr, jehož nevěsta by si přála ručně vyrobené svatební střevíčky. To je pro ševce morálním zadostiučiněním. Optimisticky naladěn vychází s manželkou na procházku — ve svých vlastních dokonalých botách.
(Poslání skladatelovo) Příběh mistra Šestáka je podobenstvím pouti každého umělce.